# Papieżka (skała)

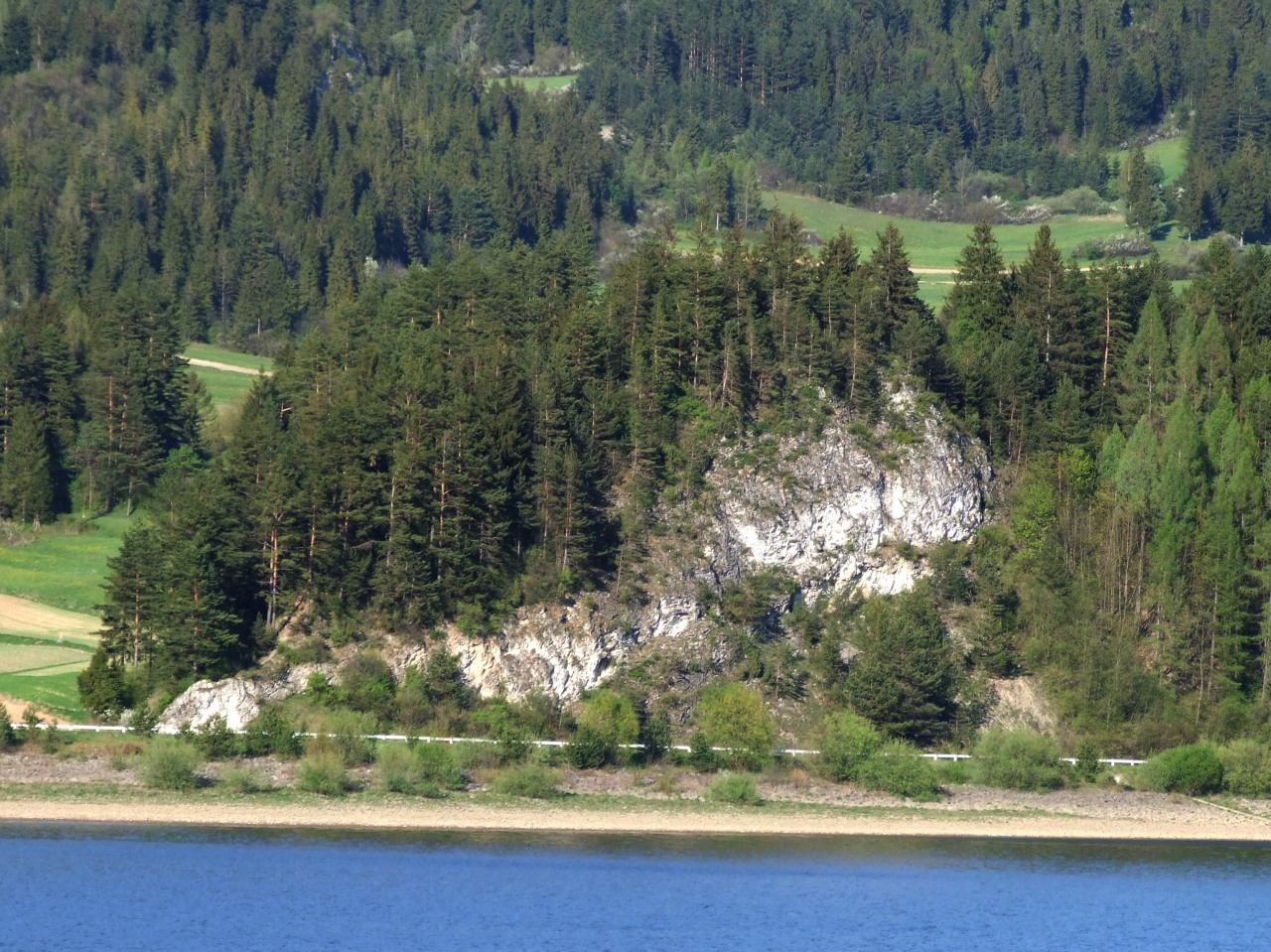
Widok z brzegu Jeziora Sromowskiego

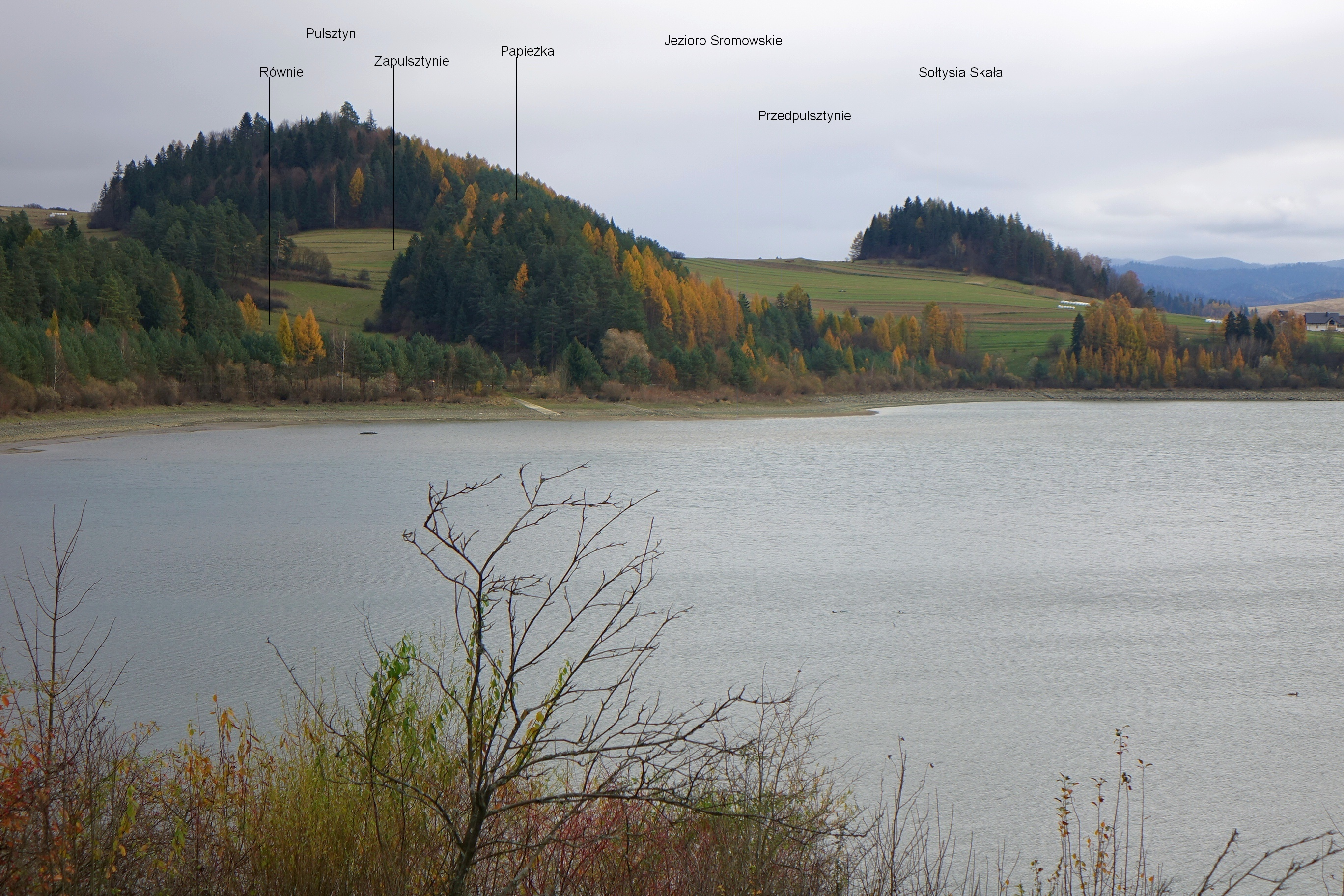
Widok z zapory nad Jeziorem Sromowskim

Papieżka (nazwa historyczna Papieska), także Popieska – skała w Pieninach Czorsztyńskich, nad lewym brzegiem Jeziora Sromowskiego, a po zachodniej stronie Pulsztyna. Wznosi się na wysokość 519 m, czyli 32 m nad poziomem wody w tym zbiorniku. Po północno-zachodniej stronie Papieżki uchodzi do Zbiornika Sromowskiego potok Głębokie (Głęboki Potok) i biegnie gruntowa droga.
Papieżka znajduje się w Pienińskim Parku Narodowym, w granicach wsi Sromowce Wyżne w województwie małopolskim, w powiecie nowotarskim, w gminie Czorsztyn. Stoki wzniesienia z Papieżką porośnięte są lasem.
Zbudowana z wapieni skała jest od strony jeziora stromo podcięta i naga, z pozostałych stron jest zalesiona, głównie sosnami. Wznosi się na wysokość kilkudziesięciu metrów ponad drogę. Znajduje się na obszarze Pienińskiego Parku Narodowego i nie prowadzi do niej żaden szlak turystyczny. Jest dobrze widoczna z szosy prowadzącej po południowej stronie Jeziora Sromowskiego.
Z rzadkich gatunków roślin na Popiesce rośnie lepnica gajowa.